# La Conquête de l'Ouest (film)
Pour les articles homonymes, voir La Conquête de l'Ouest et How the West Was Won.
Pour plus de détails, voir Fiche technique et Distribution.
La Conquête de l'Ouest (How the West Was Won) est un film américain réalisé en Cinérama par Henry Hathaway, John Ford et George Marshall, sorti en 1962.
Riche d'une distribution exceptionnelle rassemblant presque toutes les têtes d'affiche du moment et de trois grands réalisateurs hollywoodiens spécialistes du Far-West, c'est une véritable fresque historique tissée de fils conducteurs, parmi lesquels une chanson basée sur l'air traditionnel de Greensleeves (rebaptisée A Home in the Meadow).

## Synopsis
Le film couvre cinquante ans de l'histoire de l'Ouest américain, de 1839 à 1889, à travers le destin d'une famille de pionniers rapidement disloquée par l'Histoire et autour de cinq épisodes successifs :

### Les Rivières(1839)
Zebulon Prescott (Karl Malden) veut conduire sa famille vers l'Ouest en suivant le canal Érié à bord d'un radeau. À cette époque, l'Ouest et la frontière se trouvent dans l'Illinois. En chemin, ils rencontrent le trappeur des montagnes Linus Rawlings (James Stewart) qui se rend vers l'est à Pittsburgh pour vendre ses fourrures. Lui et Eve, la fille de Zebulon Prescott (Carroll Baker), sont attirés l'un vers l'autre, mais Linus n'est pas prêt à une vie de famille.
Linus s'arrête à un poste de commerce isolé tenu par un clan de pirates de rivière, dirigé par un prétendu « colonel » Hawkins (Walter Brennan). Il accompagne la belle Dora Hawkins (Brigid Bazlen) dans une grotte pour voir une prétendue « bête des cavernes », mais elle le poignarde dans le dos et le pousse dans un gouffre. Heureusement, il n'est que blessé et peut remonter. Les sbires de Hawkins s'emparent des peaux de castor de Rawlings et coulent son canoë. La famille de Prescott arrive sur ces entrefaites. Linus revient juste à temps pour la sauver en tuant deux des membres de la bande de Hawkins. La bande d'Hawkins est tuée, et Zebulon et sa famille prient alors pour leurs âmes.
Les colons reprennent leur route sur la rivière, mais se trompent de bras de rivière et sont emportés dans des rapides. Zebulon et sa femme Rebecca (Agnes Moorehead) se noient. Linus, comprenant qu'il ne peut pas vivre sans Eve, réapparaît et l'épouse, même si elle insiste pour s'établir à l'endroit où ses parents sont morts.

### Les Plaines(1851)
La sœur d'Eve, Lily (Debbie Reynolds) a voulu retourner en ville. Elle a trouvé un emploi de danseuse dans un cabaret de Saint-Louis. Elle attire l'attention d'un joueur professionnel Cleve Van Valen (Gregory Peck). Après avoir entendu qu'elle héritait d'un vieil admirateur une mine d'or en Californie, et pour ne pas payer ses dettes à un autre joueur (John Larch), Cleve rejoint la caravane de chariots que Lily emprunte pour aller en Californie. Van Valen et le chef de la caravane Roger Morgan (Robert Preston) la courtisent tout le long du chemin, mais elle les écarte tous les deux, à la grande consternation de sa compagne de route Agatha Clegg (Thelma Ritter) qui est à la recherche d'un mari.
Lily et Cleve échappent de justesse à une attaque d'Indiens Cheyennes qui fait beaucoup de victimes. Ils arrivent à la mine, pour apprendre qu'elle est épuisée. Cleve l'abandonne. Lily reprend son travail dans un dancing organisé pour un camp de tentes, tout en habitant dans un chariot. Morgan la retrouve et lui offre de nouveau le mariage d'une manière assez peu romantique en lui proposant de vivre dans son grand ranch. Mais elle refuse.
Plus tard, Lily chante dans le salon de musique d'un bateau à roues à aubes sur le Sacramento. Par chance, Cleve se trouve à bord. Quand il entend la voix de Lily, il quitte la table de poker (et une main gagnante) pour lui proposer de l'épouser, en s'installant à San Francisco pour profiter de sa croissance rapide. Elle accepte.

### La Guerre de Sécession(1861-1865)
Dans l'est, Eve reçoit des nouvelles de sa sœur Lily. Linus, le mari d'Eve, a rejoint l'armée de l'Union en tant que capitaine et participe à la guerre de Sécession. Malgré son souhait, leur fils Sam (George Peppard) s'engage aussi à la recherche de la gloire et pour échapper à l'agriculture. Le caporal Peterson (Andy Devine) leur assure que le conflit ne va pas durer longtemps.
La sanglante Bataille de Shiloh (6 avril 1862) montre que la guerre n'est pas comme ils l'avaient imaginée. Linus est tué. Sam rencontre un soldat confédéré découragé (Russ Tamblyn) qui envisage de déserter.
Par hasard, ils surprennent une conversation entre les généraux Ulysses S. Grant (Harry Morgan) et William Tecumseh Sherman (John Wayne). Le sudiste se rend compte qu'il a l'occasion de débarrasser le Sud de deux de ses plus grands ennemis et leur tire dessus en vain. Sam le poignarde et rejoint l'armée.
La guerre terminée, Sam retourne chez lui, pour apprendre que sa mère est morte de chagrin après la mort de son mari. Il donne sa part de la ferme familiale à son frère, qui fera un meilleur fermier et part à la recherche d'une vie plus intéressante.

### Le Chemin de fer(1868)
Après les coursiers audacieux du Pony Express transportant des lettres et le télégraphe transcontinental à la fin des années 1860, deux compagnies de chemin de fer sont engagées dans une féroce compétition : le Central Pacific Railroad et le Union Pacific Railroad. Pour chaque kilomètre de voie posée, les compagnies recevraient gratuitement des terres.
Sam devenu lieutenant dans la cavalerie américaine, essaie de maintenir la paix avec les Indiens avec l'aide d'un chasseur de bisons Jethro Stuart (Henry Fonda), un vieil ami de Linus. Le patron impitoyable du chemin de fer Mike King (Richard Widmark) viole un traité pour traverser le territoire indien. Pour se venger, les Indiens Arapahos ripostent en lançant un troupeau de bisons à travers le camp des ouvriers du chemin de fer, tuant de nombreuses femmes et enfants. Dégoûté, Sam démissionne, va retrouver Jethro Stuart, puis poursuit vers l'Arizona.

### Les Hors-la-loi(1889)
À San Francisco, Lily devenue veuve et qui a bien vieilli, met aux enchères ses meubles et objets personnels pour rembourser les dettes contractées avec Cleve dans leurs affaires. Elle dit qu'ils ont gagné et perdu plusieurs fortunes et qu'elle pourrait encore le faire si elle était plus jeune. Elle part en Arizona, et demande à Sam et sa famille de gérer le reste de ses affaires, à savoir un ranch.
Sam (maintenant shérif), sa femme Julie (Carolyn Jones) et leurs enfants retrouvent Lily à la gare de Gold City. Mais Sam y rencontre aussi un vieil ennemi, Charlie Gant (Eli Wallach), dont il a tué le frère dans une fusillade. Lorsque Gant fait des menaces voilées contre Sam et sa famille, Sam se tourne vers son ami et shérif de Gold City, Lou Ramsey (Lee J. Cobb), mais Gant n'est pas recherché dans ce district, et Ramsey ne peut donc pas faire grand-chose.
Sam décide d'agir lui-même. Il soupçonne Gant de préparer le vol d'une importante cargaison d'or transportée par un train. Il monte à bord avec Ramsey un peu réticent et organise une embuscade contre Gant et sa bande qui se sont hissés à bord du train. En montée, ils détèlent les wagons qui repartent en arrière et finissent par dérailler, exterminant Gant et sa bande entière (dont un membre joué par Harry Dean Stanton). En fin de compte, Lily et la famille Rawlings poursuivent jusqu'à leur nouveau domicile.
Un court épilogue montre Los Angeles et San Francisco au début des années 1960, dont le célèbre échangeur autoroutier à quatre niveaux ainsi que le Golden Gate Bridge pour montrer la croissance de l'Ouest américain en 80 ans.

## Fiche technique
- Titre original : How the West Was Won
- Titre français : La Conquête de l'Ouest
- Pays d'origine :  États-Unis
- Réalisation : Henry Hathaway[2], John Ford[3] et George Marshall[4]. Richard Thorpe[5]
- Scénario : James R. Webb et John Gay[6]
- Direction artistique : George W. Davis, William Ferrari et Addison Hehr
- Décors : Henry Grace, Don Greenwood Jr. et Jack Mills
- Costumes : Walter Plunkett et Ron Talsky[6]
- Coiffure et maquillages : Sydney Guilaroff (coiffure) et William Tuttle (maquillages)
- Photographie : William H. Daniels, Milton R. Krasner, Charles Lang Jr. et Joseph LaShelle
- Montage : Harold F. Kress
- Musique : Alfred Newman
- Production : Bernard Smith
- Société de production : MGM et Cinerama Productions Corp.
- Société de distribution : MGM
- Pays de production : États-Unis
- Langue : anglais, arapaho
- Budget : 15 000 000 $ US
- Format : Couleur (Technicolor) - 35 mm 3 bandes - Ratio : 2,89:1 (Cinérama) - Stéréo 7 pistes sur bande magnétique séparée. Westrex Recording System sur bande séparée
  - copies 70 mm ratio : 2,20:1[7] - Stéréo 6 pistes (Westrex Recording System)
- Genre : Western, drame historique
- Durée : 155 minutes. (158 minutes dans sa version intégrale)
- Dates de sortie : 
  - Royaume-Uni : 1er novembre 1962 et le 25 novembre 1971 (reparution)
  - France : 18 novembre 1962 (Paris), 27 novembre 1962 (sortie nationale) et le 17 février 2010 (reparution)
  - États-Unis : 20 février 1963 et le 12 septembre 2003 (reparution)
- Affiche : Raymond Elseviers (Belgique)

## Distribution

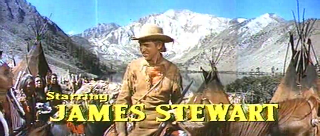
James Stewart dans le rôle de Linus Rawlings.

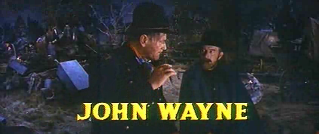
John Wayne incarne le général Sherman.

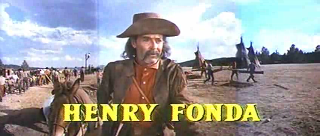
Henry Fonda dans le rôle de Jethro Stuart.

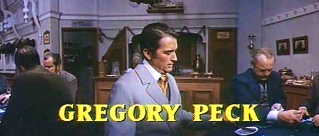
Gregory Peck dans le rôle de Cleve Van Valen.

### Acteurs principaux
- Carroll Baker (VF : Jeanine Freson) : Eve Prescott Rawlings
- Lee J. Cobb (VF : André Valmy[8]) : le marshall Lou Ramsey
- Henry Fonda (VF : Roger Rudel) : Jethro Stuart
- Carolyn Jones : Julie Rawlings
- Karl Malden (VF : André Valmy) : Zebulon Prescott
- Gregory Peck (VF : Jean-Claude Michel) : Cleve Van Valen
- George Peppard (VF : Marc Cassot) : Zeb Rawlings (Sam Rawlings en VF)
- Robert Preston (VF : Georges Aminel) : Roger Morgan
- Debbie Reynolds (VF : Arlette Thomas / Lucie Dolène {chant}) : Lilith 'Lily' Prescott
- James Stewart (VF : René Arrieu) : Linus Rawlings (Lawrence Rawlings en VF)
- Eli Wallach (VF : Roger Carel) : Charlie Gant
- John Wayne (VF : William Sabatier) : le général Sherman
- Richard Widmark (VF : Yves Brainville) : Mike King

### Acteurs secondaires
- Brigid Bazlen : Dora Hawkins
- Walter Brennan (VF : Raymond Rognoni) : le colonel Jeb Hawkins
- David Brian (VF : Michel Gatineau) : l'avocat de Lilith
- Andy Devine (VF : Jacques Dynam) : le caporal Peterson
- Raymond Massey : Abraham Lincoln
- Agnes Moorehead : Rebecca Prescott
- Harry Morgan (VF : Georges Chamarat) : le général Grant
- Thelma Ritter : Agatha Clegg
- Mickey Shaughnessy (VF : Pierre Collet) : le député Slover
- Russ Tamblyn (VF : Claude Mercutio) : le déserteur confédéré
- Spencer Tracy (VF : Jean Marchat) : le narrateur

#### Non crédités
- Rodolfo Acosta : un homme de Gant
- Willis Bouchey : un chirurgien
- Jay C. Flippen (VF : Jean Clarieux) : Huggins
- James Griffith : un joueur de poker avec Cleve
- Jack Lambert : un homme de Gant
- Tudor Owen : Parson Alec Harvey
- Harry Dean Stanton : un homme de Gant
- Carleton Young : un joueur de poker au music-hall
- Lee Van Cleef : un pirate sur la rivière

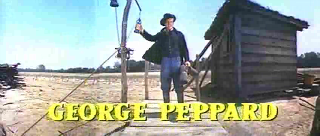
George Peppard dans le rôle de Sam Rawlings.
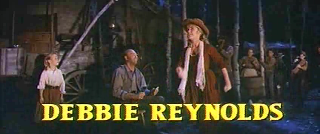
Debbie Reynolds dans le rôle de Lilith « Lily » Prescott.
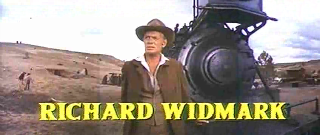
Richard Widmark dans le rôle de Mike Jing.
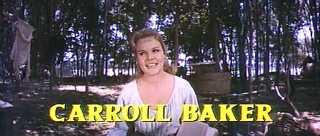
Carroll Baker dans le rôle d'Eve Prescott Rawlings.

## Accueil

### Critiques
Vincent Pinel ou l'un de ses deux collaborateurs dans Le Siècle du cinéma chez Larousse écrit « …grands espaces, grands moyens, grand format — mais tout petit film ! »
Gérard Camy dans Le Guide du cinéma chez soi, Télérama hors série édition 2002, écrit « …Si les trois vétérans du genre réquisitionnés pour élaborer cette anthologie de la mémoire américaine, ont su tirer parti des possibilités de l'espace pour développer l'action, ils ont eu plus de mal à gérer les scènes bavardes et moralisatrices qui émaillent les aventures de cette famille exemplaire… Un hymne au mythe américain que certains, depuis les années 50, tentaient de revisiter d'un œil critique. Ce n'est pas le cas ici. »
Alain Paucard dans le Guide des films, dans la collection « Bouquins » chez Robert Laffont écrit « … Le meilleur sketch est celui de Hathaway. Quant à celui de Ford, il se termine en eau de boudin, après un interminable prêche sur le thème des frères (sudistes et nordistes) ennemis. Au demeurant, et sur grand écran, c'était un moment plutôt délassant. »

### Box-office
- États-Unis ~ 35 000 000 $ US
- Mondial ~ 50 000 000 $ US

## Autour du film
- C'est le deuxième film tourné avec le procédé Cinérama, le premier étant Les Amours enchantées (1962) de Henry Levin et George Pal.
- La version française de La Conquête de l'Ouest a inclus des changements dans certains des noms des personnages. Par exemple, le personnage de James Stewart est prénommé Lawrence et non Linus, et celui de George Peppard est prénommé Sam au lieu de Zeb.
- Pour simuler un rendu sur écran courbe, le procédé SmileBox a été utilisé dans la version Blu-ray du film.
- Dans la scène finale sur le train, lorsque les hors-la-loi courent sur les troncs, le cascadeur Bob Morgan a eu la jambe arrachée à la suite d'une chute. Il a continué à travailler durant de longues années malgré son infirmité, mais plus comme cascadeur. John Wayne fera écrire un rôle spécialement pour l'épouse de Bob Morgan, Yvonne De Carlo, dans Le Grand McLintock afin qu'elle pût travailler durant la convalescence de son mari[9].